# Рита Кинка
Рита Кинка (Суботица, 1962) српска је пијанисткиња и клавирски педагог мађарског порекла.

## Биографија
Рита Кинка је рођена 1962. у Суботици, где је похађала нижу музичку школу у класи Јелене Рукавине и средњу музичку школу у класи Марије Баш. Студије клавира на Академији уметности у Новом Саду започела је у класи Евгенија Тимакина, а дипломирала је са највишом оценом у класи Арба Валдме. Последипломске студије је завршила код Арба Валдме и Душана Трбојевића у Новом Саду и Београду.
Усавршавала се на „Juilliard School of Music“ у Њујорку у класи Ђерђа Шандора.
Од 1975. до данас одржала је преко 600 концерата у многим европским земљама, као и САД, Тајвану, Израелу, Канади и Аустралији и у свим бившим југословенским републикама.
Редовни је професор за главни предмет клавир и шеф Катедре на Академији уметности у Новом Саду.

### Награде
Рита Кинка је уметник са највећим бројем учешћа на пијанистичким такмичењима, али и носилац навећег броја награда: добитница награда на међународним такмичењима пијаниста у: Сенигалији (1979), Верчелију („Виотти”, 1981), Београду (Међународно такмичење Музичке омладине, 1983), Цвикауу („Шуман”, 1985), Сиднеју (1985), Минхену („АРД”, 1987), Бордоу (1988, златна медаља), Вашингтону (1990), Бриселу („Краљица Елизабета”, 1991), Орлеану („Клавирска музика 20. века”, 1996).
Рита Кинка је прва добитница годишње награде Европског парламента „Prix femmes d`Europe” („за жену Европе”), награде за најбољег европског извођача озбиљне музике, која јој је уручена у Бриселу јуна 1991. године. Носилац је „Фебруарске награде” Града Новог Сада за 2002. годину.
Добитник је Октобарске награде града Београда за најбоља студентска остварења 1983. године.
Снимала је за радио и ТВ центре у више земаља (Србија, Македонија, Словенија, Хрватска, Италија, Аустрија, Немачка, Белгија, Француска, Русија, Естонија, Чешка, Словачка, Мађарска, Румунија, Бугарска, Енглеска, Грчка, Шпанија, Израел, Канада, САД, Аустралија, Тајван). Снимила је три компакт-диска у издању куће „Digital Media Production” (Брисел) и ПГП РТС, а пре тога и једно ЛП издање.

### Репертоар
И као млада пијанисткиња Рита Кинка је показала велико интересовање за савремену музику. То је траг који је оставила њена прва професорка Марија Баш у Суботици, која је инсистирала на делима савремених југословенских аутора. На свом реперотару Рита Кинка данас има: Етиде Василија Мокрањца, дела Дејана Деспића, Растислава Камбасковића, Хофмана, Балканске игре Тајчевића, Косте Бобића, Исидоре Жебељан, дела војвођанских композитора: Кароља Кромбхолца, Славка Шуклара, Зорана Мулића... И то настоји да афирмише кроз педагошкуи рад, сходно афинитетима њених студената.